# Tarchon
Tarchon (etruszkul Tarχun, Tarchun(us), ógörögül: Τάρχωνας vagy Τάρκων) az etruszk mitológia hérosza. Testvérével, Türrhénosszal alapították a tizenkét legfontosabb etruszk várost, amelyeket összefoglalóan Dodecapolis néven ismerünk. Ezzel az etruszkok honalapítójának számítanak. Az etruszk mitológiában Tarχies (Tarchies) a szellemvilág öregje, aki a szántóföld barázdáiból lép elő Tarchonhoz, és magyarázza el neki az etruszk törvényeket.
Ióannész Lüdosz szerint két Tarchon nevű személy is létezett, apa és fia. Kettejük közül az idősebb volt a városalapító, aki közvetlenül a legendás Tagestől (aki néha Tarchiesszel azonos) kapta az etrusca disciplina tudományát, vagyis a haruspicium nevű jóslás képességét. Egyes elméletek szerint Tarchon és Tages egy személy. Róla kapta a nevét az egyik város, Tarchon, amelyet a rómaiak később Tarquiniinek neveztek, és ahonnan a rómaiak etruszk királyai, a Tarquiniusok.
A vergiliusi Aeneisben Tarchon az etruszk szövetséget vezeti, ez a lüdoszi ifjabb Tarchonnak felel meg, mivel nála az ifjabbik Tarchon a frissen megérkező Aineiasz ellen harcolt. A régészet mai állása szerint az i. e. 1000 körül betelepülő népesség (Aineiasz) egy már létező Etruriába hatolt be.
Tarchon neve az egyik fontos érv abban az etruszk eredet-elméletben, amely szerint az etruszkok a tengeri népek között megjelenű turusákkal azonosak, akik korábban Anatólia területén, közelebbről annak déli partvidékén lakhattak. A Tarchon név ugyanis feltűnően hasonló a Tarhuntasszasz városban tisztelt Tarhuntasz isten nevéhez (Taru, Tarhun). A hettita viharisten (aki Teszub tiszteletének elterjedése előtt főisten is volt) és az etruszk honalapító nevének teljes hangalaki egyezése erős érv. Magát a két testvért lüdnek tartják a regék.